# Гонтарева, Валерия Алексеевна
Вале́рия Алексе́евна Го́нтарева (род. 20 октября 1964 года, Днепропетровск, УССР, СССР) — украинский финансист и инвестбанкир
, миллионер. Председатель Национального банка Украины с 19 июня 2014 года по 15 марта 2018 года, первая женщина на этом посту.

## Биография

### Образование и начало карьеры
Окончила приборостроительный факультет Киевского политехнического института (КПИ), где училась в 1981—87 годах. Также окончила Киевский национальный экономический университет, где училась в 1995—97 годах. Магистр экономики.
В 1993 году поступила на работу на Украинскую межбанковскую валютную биржу (УМВБ), где до 1996 года работала ведущим экономистом.
Затем до 2000 года входила в правление украинского представительства банка «Сосьете Женераль», где отвечала за его работу на рынках капитала (директор, член правления, менеджер рынков капитала).
С января 2001 года по декабрь 2007 года первый заместитель и с лета 2007 года и. о. председателя правления, одновременно начальник управления финансовых рынков АБ «ИНГ Банк Украина» (специализировался на работе с ценными бумагами). Гонтарева являлась заместителем главы правления Александра Писарука, который впоследствии, с её приходом в НБУ, станет там её первым заместителем.
С декабря 2007 года по июнь 2014 года была председателем совета директоров группы компаний «Инвестиционный Капитал Украина» (ICU), предоставляющей услуги по управлению инвестициями. Оставила должность и продала свою долю в группе в связи с назначением в НБУ. Одновременно с сентября 2013 года по июнь 2014 года была главой наблюдательного совета киевского банка «Авангард» (когда он был куплен ICU).

### Глава Нацбанка
С 19 июня 2014 года глава Национального банка Украины (НБУ). Сменила на этом посту Степана Кубива, отставку которого связывают с провалом переговоров с МВФ. За её назначение проголосовали 349 депутатов Верховной рады Украины. Неоднократно сообщалось о её желании подать в отставку, что сама она опровергала. Также неоднократно сообщалось о желании снять её с должности у представителей различных политических сил. МВФ выказывал ей поддержку. Осенью 2014 года её дом забросали краской и яйцами.
Практически сразу после вступления в должность, в августе 2014 года заявила, что штат Нацбанка раздут и возможно сокращение до 80 % из более чем 10 тысяч сотрудников, в том числе всех непрофильных подразделений. Фактические сокращения штата Нацбанка за 2014 год составили 963 человека, а в июне 2015 года Гонтарева сообщила, что сокращение штата составило уже 20 % и назвала цифру 50 % как ориентир сокращений к концу 2015 года. В июне 2016 года Гонтарева сообщила о том, что сокращение штата Нацбанка составило 6 тысяч человек.
Представители международных финансовых организаций заявляют, что самым большим достижением реформ в стране под руководством Гонтаревой стала очистка банковской системы с национализацией Приватбанка как грандиозным финалом этого процесса.
По мнению послов стран «Большой семерки» и Европейского Союза, помимо очистики банковской системы, Нацбанк также провел значительную работу внедрению новой монетарной политики инфляционного регулирования.
Гонтарева имеет хорошую репутацию среди специалистов, так как украинский центральный банк впервые начал действовать независимо от интересов олигархов и политиков. Они считают, что глава НБУ осуществляет современную денежную и валютную политику, подобно политике Европейского центрального банка или американской Федеральной резервной системы. Предшественники Гонтаревой, наоборот, хотели в первую очередь поддерживать стабильный курс национальной валюты.
10 апреля 2017 года Гонтарева подала заявление об отставке Президенту Украины Петру Порошенко и уведомила о своём решении Верховную Раду Украины. Гонтарева заявила:

Я считаю, что моя миссия полностью выполнена — реформы сделаны. Во-первых, обеспечена макрофинансовая стабильность. Во-вторых, мы очистили банковскую систему от неплатежеспособных банков и усилили её устойчивость на будущее. В-третьих, мы осуществили полную трансформацию Национального банка — перестроили все процессы и превратили его в мощную современную институцию.

15 марта 2018 Верховная Рада уволила Валерию Гонтареву с должности главы Национального банка Украины (НБУ).
Петр Порошенко впоследствии крайне положительно оценивал её деятельность.
С 2018 года проживает в Лондоне и работает старшим научным сотрудником Института глобальных отношений при Школе государственной политики в Лондонской школе экономики .
В конце 2019 года американское издание Financial Times включило Валерию Гонтареву в перечень самых влиятельных женщин в мире.
В мае 2020 года Гонтарева издала в Лондоне свою книгу «Миссия выполнима: Подлинная история большой банковской реформы в Украине и помощь для других народов». Книга написана и издана на английском языке и рассказывает о том, как провести радикальные реформы в кризисное время. В предисловии к книге профессор Эрик Берглоф назвал Гонтареву «выдающимся реформатором, заслуживающим восхищения».

### В правление Зеленского
По мнению британского еженедельника The Economist, избрание президентом Украины Владимира Зеленского привело к усилению влияния олигарха Игоря Коломойского. В частности, Коломойский начал добиваться судебной отмены национализации своего банка. В мае 2019 года после двухлетнего отсутствия Коломойский вернулся в Украину
22 апреля 2019 года Генеральная прокуратура Украины вызывала Гонтареву на допрос для вручения подозрения в деле Сергея Курченко, но она отрицала свою причастность к этому делу и прилетать в Украину отказывалась. Она заявила, что готова свидетельствовать если прокуроры прилетят в Лондон, где она живёт.
Игорь Коломойский заявил, что может предоставить Валерии Гонтаревой самолёт, если она захочет прилететь в Украину на допрос или если её экстрадируют.
30 августа 2019 года Гонтареву в Лондоне сбивает автомобиль, после чего она попала в больницу. Она не исключает, что это месть Игоря Коломойского. После этого машину сына Гонтаревой сожгли неизвестные, а её дом был подожжен. Игорь Коломойский отрицает свою причастность к этим событиям. Накануне этих событий Гонтарева заявляла о постоянных угрозах со стороны Коломойского .
Впоследствии Валерия Гонтарева заявила, что в расследовании дела о поджоге её имущества в Украине «ничего не происходит».
В июле 2021 года в интервью изданию «Главком» Валерия Гонтарева сообщила, что вероятнее всего не вернется в Украину, поскольку после поджога её дома возвращаться ей некуда.

## Личное состояние
За 2013 год Гонтарева получила 3,85 млн грн дохода. У неё есть квартира 106 м², дом 250 м² и земельный участок 900 м², а также три автомобиля — Infiniti FX35, Porsche Panamera и Porsche Cayenne. На её счетах более 10 млн грн..
До назначения на должность главы НБУ владела 22,74 % акций в компании Архивная копия от 8 мая 2017 на Wayback Machine «Инвестиционный капитал Украина» (ICU). Перед назначением Гонтарева продала свою долю акций компани и. Согласно графику выплат, Архивная копия от 8 мая 2017 на Wayback Machine Валерия Гонтарева получает очередной транш в конце каждого календарного года начиная с 2014 года. Акции были выкуплены ICU соответствии с согласованным графиком расчетов на пять лет, предусматривающие получение пяти траншей до 2018 года (включительно).
Согласно декларации, по состоянию на 2016 года сумма на депозитных счетах Главы Национального банка Валерии Гонтаревой в ПАО «Государственный Экспортно-Импортный банк» составляла 2,655 млн дол. США. Проценты, полученные в 2016 году, составили 2 365 115 гривен, с них уплачены налоги на доход от депозитов в размере 402 354 гривны и военный сбор в размере 33 529 гривен.

## Семья
Муж — Олег Борисович Гонтарев (род. 26 мая 1964) основатель Investment Capital Ukraine, двое сыновей — Антон Гонтарев (род. 1988) и Никита Гонтарев (род. 2000).

## Награды
- Почётная грамота Кабинета Министров Украины (июнь 2008 года) — за личный вклад в развитие фондового рынка Украины и высокий профессионализм[2].
- Наградное оружие — пистолет «Форт-9»[37].